# Casa consistorial de Villanueva de la Jara
La casa consistorial de Villanueva de la Jara es un edificio de la localidad conquense de Villanueva de la Jara, sede del Ayuntamiento de la localidad. Cuenta con el estatus de bien de interés cultural.

## Descripción
El edificio, ubicado en el número 1 de la Plaza Mayor de la localidad conquense de Villanueva de la Jara, es de estilo renacentista. Se encuentra entre medianerías en el centro de la plaza, adosado a lo que fue el antiguo pósito. Es de planta rectangular con un saliente en la parte posterior del edificio que permite acceder a la fachada trasera.
La primera planta cuenta con soportales de orden dórico, adosado, con arcos de medio punto que abre a la calle de Anterio Zuloaga. La planta primera da acceso a una calle a través de su soportal de la plaza. La planta superior está compuesta con columnas sobre basamentos, correspondiéndose sobre la arquería de la planta primera. Tiene rejas de hierro en el hueco central, coronando con friso con metopas y triglifos decorados con medallones.
Fue declarada bien de interés cultural, en la categoría de monumento, el 19 de febrero de 1992, mediante un decreto publicado el 4 de marzo de ese mismo año en el Diario Oficial de Castilla-La Mancha (DOCM).